# リサイクル戦隊ワケルンジャー
リサイクル戦隊ワケルンジャー（リサイクルせんたいワケルンジャー）は、福井県福井市が新しいゴミの分別方法を広報するために制作した行政広報番組の中のキャラクター。

## 概要
福井市では2003年4月1日よりゴミの新分別収集方法を開始。それに合わせて広報紙などで新分別方法の周知が図られてきたが、さらなる周知を図るために、従来の方法よりもっとインパクトのある広報が必要なのではないかと考えた福井市役所が子供にもわかりやすいドラマ仕立ての戦隊シリーズを企画・制作した。そして平成15年4月より第1弾が福井ケーブルテレビ(FCTV)の29ch「ふくチャンネル29」にて放映された。
従来の行政広報番組の枠を超えるワケルンジャーは県内外で話題となり、続編を望む声に応え同年7月には第2弾が制作・放映された。その後愛・地球博にゲスト出演したり、日本テレビの番組「1億人の大質問!?笑ってコラえて!」で特集されるなどその知名度は全国区に拡大している。